# Heinrich Schmiedeknecht
Heinrich Schmiedeknecht (* 9. Mai 1880 in Bochum; † 4. August 1962 in Bochum) war ein deutscher Architekt, der bis weit in die Nachkriegszeit mit vielen repräsentativen Bauten das Gesicht der Stadt Bochum prägte.

## Leben
Heinrich Schmiedeknecht war das dritte Kind des aus Thüringen nach Bochum zugewanderten Schreinermeisters Louis Schmiedeknecht. Nach der Schule machte er zunächst eine Schreinerlehre in der väterlichen Werkstatt und besuchte anschließend die Baugewerkschule in Kassel. Nach seinem Examen kehrte er nach Bochum zurück und fand zunächst eine Anstellung als Bautechniker. Wenig später wechselte er als Bauführer in das Architektenbüro des Bochumer Baumeisters Heinrich Schwenger. Nach Schwengers Tod 1906 übernahm Schmiedeknecht das Büro einschließlich des Kundenstamms.
1914 heiratete Schmiedeknecht die dreizehn Jahre jüngere Grete Kettler, die Tochter eines Wittener Sparkassendirektors. Aus der Ehe gingen drei Kinder hervor: Ingeborg (* 1915), Marga (* 1917) und Heintha (* 1927), der im April 1945 als junger Wehrmachtsoldat fiel.
Schmiedeknechts Wirken als selbstständiger Architekt wurde vor allem durch seine Industrie- und Verwaltungsbauten bestimmt. Für die Schlegel Brauerei entwarf er etliche Gebäude, von denen heute nur noch das Sudhaus (1906) und der 1927 errichtete, sogenannte „Schlegelturm“ erhalten sind, der als Industriedenkmal und Wahrzeichen die Innenstadt überragt. Ebenfalls erhalten sind seine Bauten für den Konsumverein Wohlfahrt an der Königsallee, für die Bogestra an der Universitätsstraße und für den Benzolverband (heute Aral) an der Wittener Straße. Schmiedeknechts zahlreiche Krankenhausbauten (beispielsweise für das Klinikum Bergmannsheil) fielen hingegen modernen Neuplanungen zum Opfer.

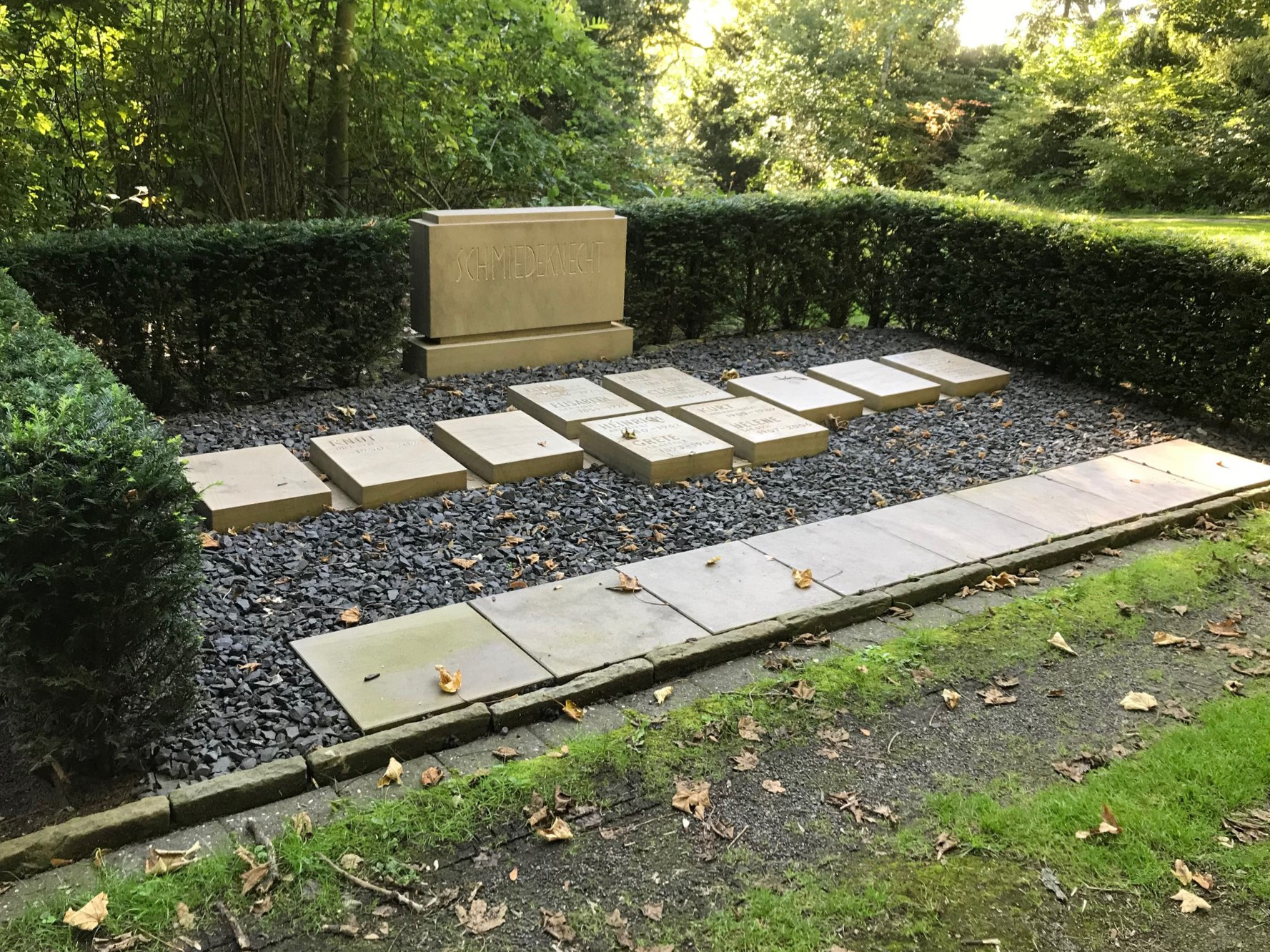
Grabstätte von Heinrich Schmiedeknecht im Bochumer Kortumpark.

Im Auftrag der Schlegel Brauerei sollte Schmiedeknecht nach dem Ende der Prohibition im Jahre 1933 auch Brauereien in den USA planen. Ab 1932 nahm er daher Englischunterricht an der Berlitz-School in Essen, die politische Entwicklung in Deutschland verhinderte jedoch die Verwirklichung des Vorhabens.
Schmiedeknechts letztes großes Bauprojekt war das Marthahaus in der Teylestraße, ein modernes Appartement-Hochhaus, das im Mai 1962 eingeweiht wurde. Bereits 1914 hatte Schmiedeknecht ein sogenanntes „Marthahaus“, ein Wohnheim für berufstätige Frauen, errichtet. Ein Vergleich der beiden Bauten macht die stilistische Bandbreite deutlich, die sein Schaffen auszeichnete.

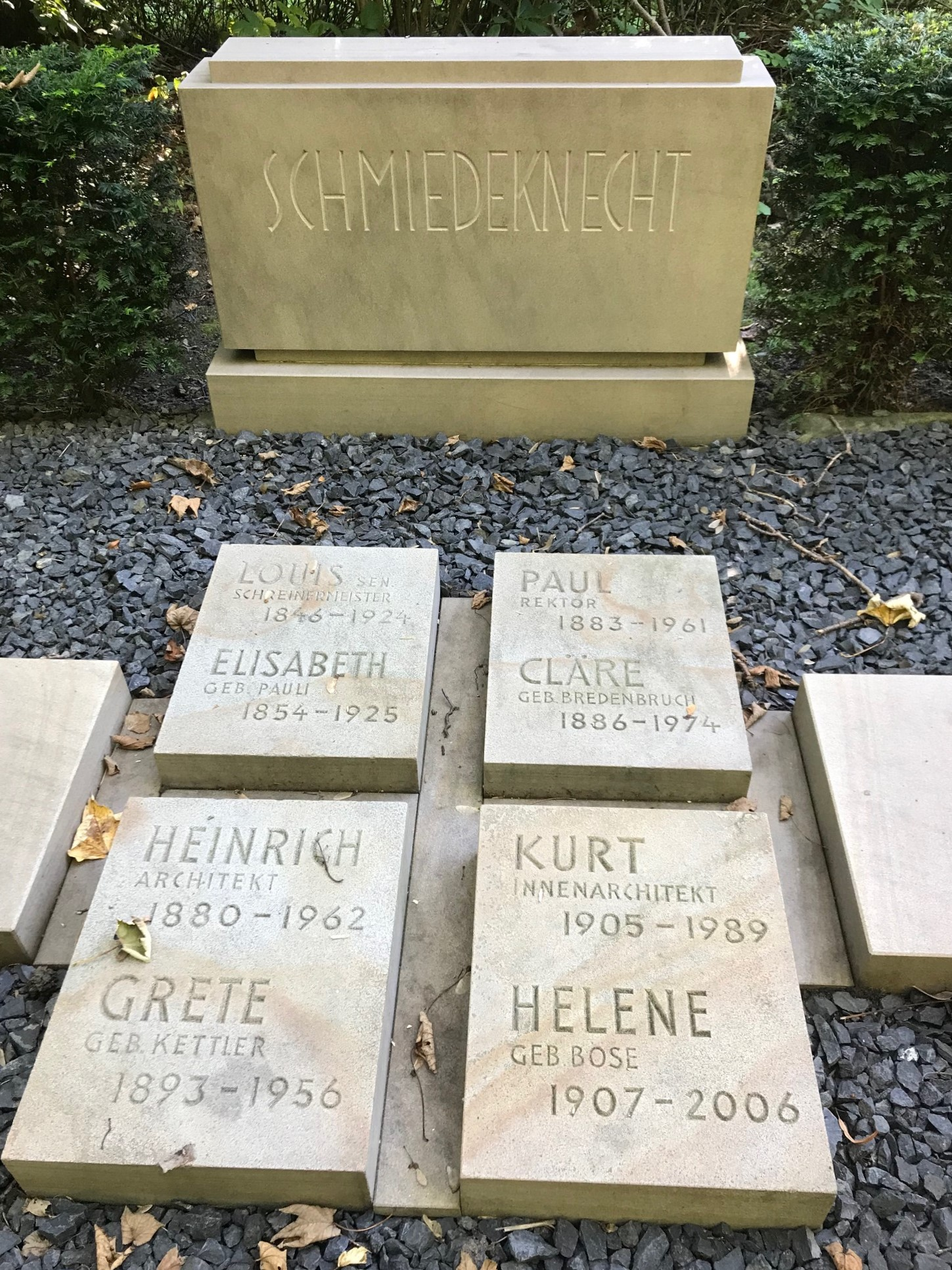
Schmiedeknecht wurde neben seiner Frau und seinen Eltern begraben.

Heinrich Schmiedeknecht starb im August 1962 nach kurzer Krankheit, seine Grabstätte liegt im Bochumer Kortumpark.

## Bauten (Auswahl)
- 1904: Evangelische Gemeindestation mit Kindergarten und Nähschule in Bochum, Metzstraße 18 (nicht erhalten)
- 1906: Sudhaus der Schlegel-Brauerei in Bochum, Alleestraße 5 (im Blockinneren, stark verändert)
- 1908: Wohn- und Geschäftshaus Potthoff in Bochum, Hans-Böckler-Straße (nicht erhalten)
- 1908: Evangelische Gemeindestation mit Kindergarten und Handarbeitsschule in Bochum, Fahrendeller Straße 14
- 1910: Wohnhaus für den Brauereidirektor Hans Harrer in Bochum, Parkstraße 10 (kriegszerstört; heute: Am Alten Stadtpark 21)[1]
- 1911: Textilkaufhaus Fischer in Bochum, Bongardstraße 42 (nach Kriegsschäden stark verändert, später nach Umbau in das benachbarte Textilkaufhaus Baltz einbezogen)
- 1911: Wohnhauspaar Volle und Kaltheuner in Bochum, Ostring 19 (nicht erhalten)
- 1911: Bankgebäude für die Märkische Bank in Beckum, Nordstraße 51 (mit Veränderungen erhalten)
- 1914: Evangelisches Marthahaus in Bochum, Bergstraße 26 (mit Veränderungen erhalten)
- 1914–1915: Evangelisches Jugendheim Grumme in Bochum-Grumme, Liboriusstrße 43
- 1914–1916: Betriebszentrale und Verwaltungsgebäude für den Konsumverein Wohlfahrt in Bochum-Wiemelhausen, Königsallee 178 (mit Veränderungen erhalten)
- 1919: Wohnbauten für den Konsumverein Wohlfahrt in Bochum-Wiemelhausen, Königsallee 166–176 (erhalten)
- 1923–1924: eigenes Wohnhaus mit Architekturbüro in Bochum, Zeppelinstraße 18 (nicht erhalten)
- 1925: Verwaltungs- und Laborgebäude für den Benzolverband, später Aral AG, in Bochum, Wittener Straße 45 (stark verändert erhalten, integriert in den Neubau des Verwaltungssitzes der Deutschen BP AG)
- 1925: Wohn- und Geschäftshaus mit Café-Konditorei für Eduard Döhmann in Bochum, Kortumstraße 87/89 (nicht erhalten)
- 1926–1927: Haus C der Augusta-Kranken-Anstalt in Bochum, Bergstraße 26
- 1926–1928: Bogestra-Hauptverwaltung: Verwaltungsgebäude, Direktorwohnhaus und Straßenbahn-Depot der BOGESTRA in Bochum, Universitätsstraße 54–56 (Direktorwohnhaus nicht erhalten, Wagenhalle 2007 abgerissen, Verwaltungsgebäude mit Veränderungen erhalten)
- 1927: Evangelisches Gemeindehaus Hamme in Bochum-Hamme, Amtsstraße 4 (stark verändert erhalten)
- 1927: Wohnhaus Dülberg in Bochum, Kurfürstenstraße 20 (erhalten)
- 1927: Malzsilo (sogenannter „Schlegelturm“) der Schlegel-Scharpenseel-Brauerei in Bochum, Alleestraße 5 (im Blockinneren)
- 1927: Wohnheim der Inneren Mission in Bochum, Am Stadion 5 (erhalten)
- 1927: Saalbau mit Ladenlokal für den Konsumverein Wohlfahrt in Bochum, Königsallee 178 (erhalten)
- 1927–1928: Wohnhaus Böhme in Bochum, Klinikstraße 87 (erhalten)
- 1928 und 1948–1951: Fliednerheim der Inneren Mission (mit späterem Erweiterungsbau) in Bochum, Am Stadion 5a (erhalten)
- 1928–1929: Evangelisches Gemeindehaus Hofstede / Riemke, genannt „Lutherhaus“, in Bochum-Riemke, Herner Straße 332 (erhalten)
- 1928–1929: Haus D (Isolierstation) der Augusta-Kranken-Anstalt in Bochum, Bergstraße 26
- 1928–1929: Innere Medizinische Klinik des Krankenhauses Bergmannsheil in Bochum, Gilsingstraße 4 (1987 abgerissen)
- 1930: Verwaltungsgebäude der Schlegel-Scharpenseel-Brauerei in Bochum, Alleestraße 5 (stark verändert)
- 1931: Umbau eines Vorraums der Christuskirche zum Kriegergedächtnis, Bochum, An der Christuskirche
- 1933: Lutherheim des Alten Evangelischen Frauenvereins in Bochum, Klinikstraße 8 (erhalten)
- 1936–1937: Wohnhäuser für den Benzolverband in Bochum-Altenbochum, Stockyweg 6–12 (erhalten)
- 1948–1951: Wohn- und Geschäftshaus Hoffmann in Bochum, Viktoriastraße 71 (erhalten)
- 1953–1954: Wohn- und Geschäftshaus Withake in Bochum, Brüderstraße 1 (erhalten)
- 1954: Hotel Siebeck in Bochum, Viktoriastraße 73 (erhalten)
- 1954: Wohn- und Geschäftshaus in Bochum, Kortumstraße 75 und Viktoriastraße 5 (erhalten)
- 1954: Kinderheim Overdyck der Inneren Mission in Bochum, Bodelschwinghplatz 1 (erhalten)
- 1955: Schwesternheim „Haus Tabea“ in Bochum, Springerplatz 27 (erhalten)
- 1956: Obdachlosenheim „Pertheshaus“ in Bochum, Adolfstraße 35/41 (nicht erhalten)
- 1958: Wohnhaus Krämer in Bochum, Gabelsbergerstraße 33 (erhalten)
- 1958: Wohnhäuser in Bochum, Küpperstraße 33/35 (erhalten)
- 1961/1962: Appartementhaus für berufstätige Frauen in Bochum, Teylestraße 12 (erhalten)
- 1961–1963: Haus Engel in Bochum-Weitmar, Stensstraße 74 (erhalten)